# Michael Fucito
Michael Fucito, detto Mike (Concord, 29 marzo 1986), è un ex calciatore statunitense, di ruolo attaccante.

## Palmarès

### Seattle Sounders FC
- Lamar Hunt U.S. Open Cup (3): 2009, 2010, 2011